# SxS
SxS bezeichnet einen auf Flash-Technologie basierenden Speichermedien-Standard. Er wurde 2007 gemeinsam von Sony und Sandisk für den Einsatz mit digitalen Camcordern (zunächst für die Sony XDCAM EX-Reihe) entwickelt.

## Eigenschaften
SxS-Karten entsprechen dem ExpressCard/34-Standard und haben daher auch dieselben Abmessungen von 34 mm (Breite) × 5 mm (Dicke) × 75 mm (Länge) und verwenden PCI Express zur Datenübertragung. Da das Format primär für den professionellen Bereich entwickelt wurde, bieten die Karten im Vergleich zu anderen gängigen Formaten relativ hohe Speicherkapazitäten und hohe Geschwindigkeit. Die Entwickler geben eine Datentransferrate von 800 MBit/s sowie eine Burst-Modus-Rate von bis zu 2,5 GBit/s an.